# المحارزة
قرية المحارزة هي إحدى القرى التابعة لمركز أبو تشت في محافظة قنا في جمهورية مصر العربية. حسب إحصاءات سنة 2006، بلغ إجمالي السكان في المحارزة 14120 نسمة، منهم 6599 رجل و7521 امرأة.